# Cerkiew św. Jana Chrzciciela w Dobkowicach
Cerkiew św. Jana Chrzciciela w Dobkowicach – zabytkowa cerkiew greckokatolicka, zbudowana w 1919, znajdująca się w Dobkowicach.
Cerkiew w latach 1947–1992 użytkowana była jako rzymskokatolicki kościół parafialny Matki Bożej Nieustającej Pomocy parafii w Dobkowicach. Po 1992 obiekt nieczynny kultowo, pełni funkcję magazynu materiałów budowlanych.
Obiekt wpisany w 1995 do rejestru zabytków.

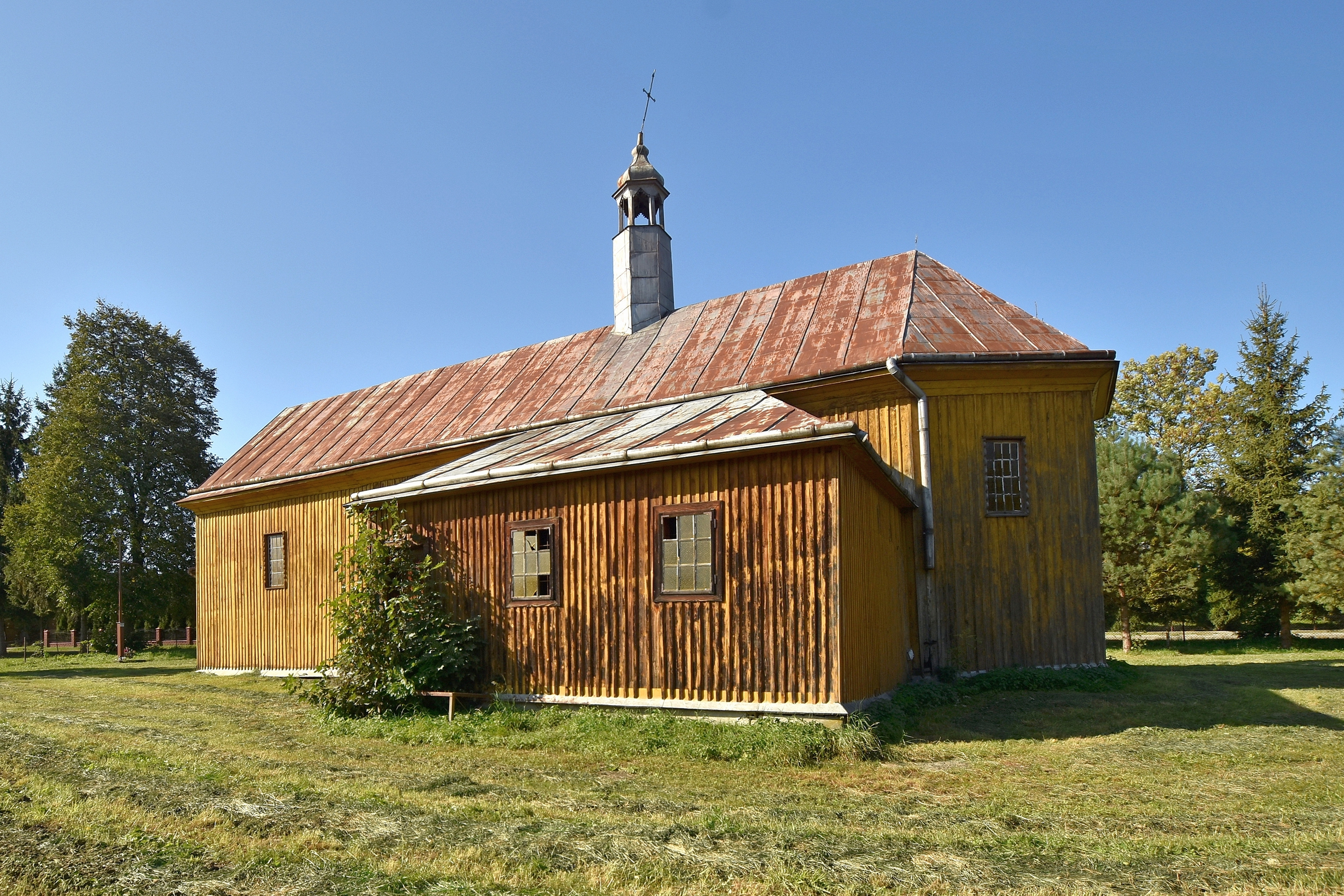
Elewacja boczna
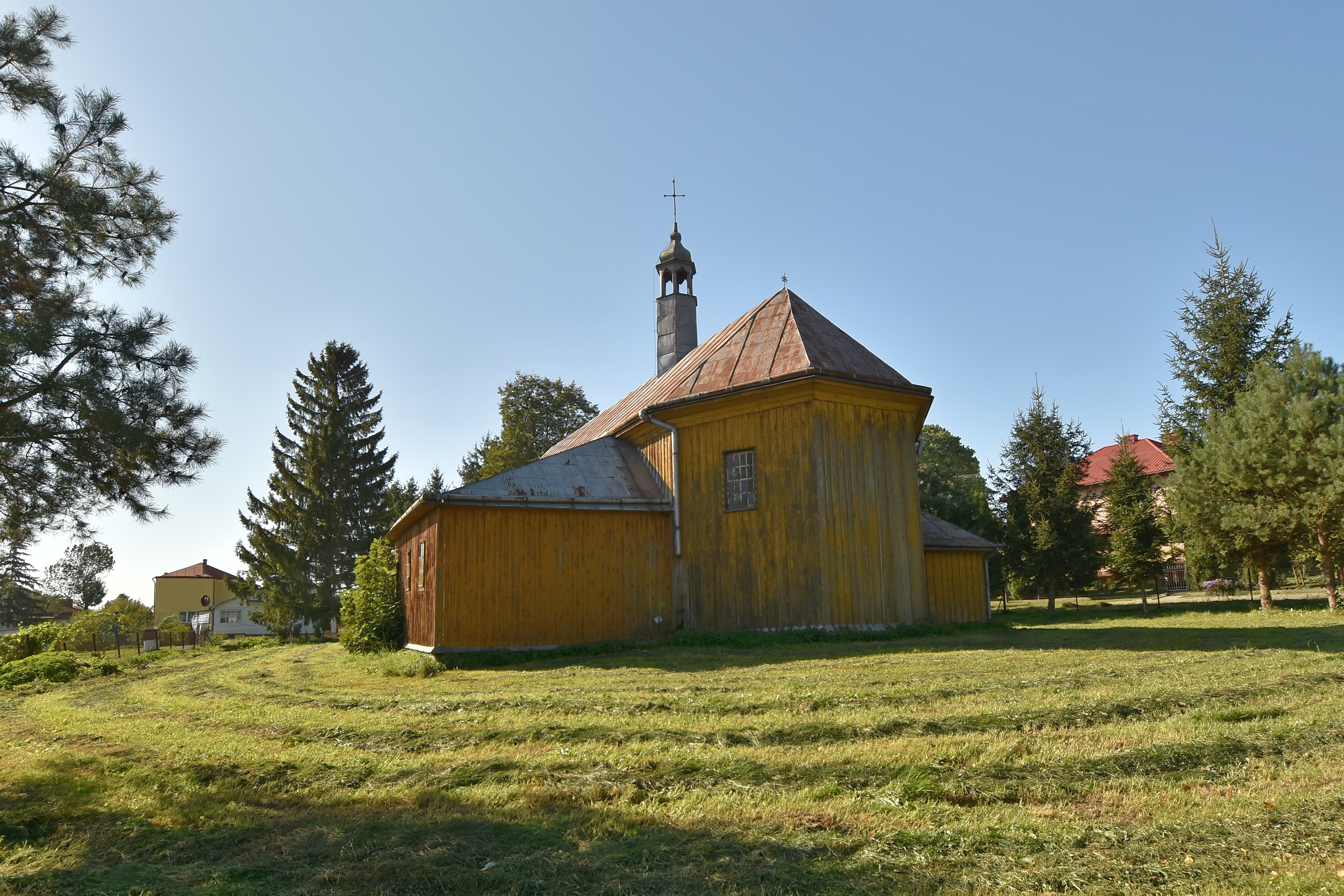
Widok od strony prezbiterium
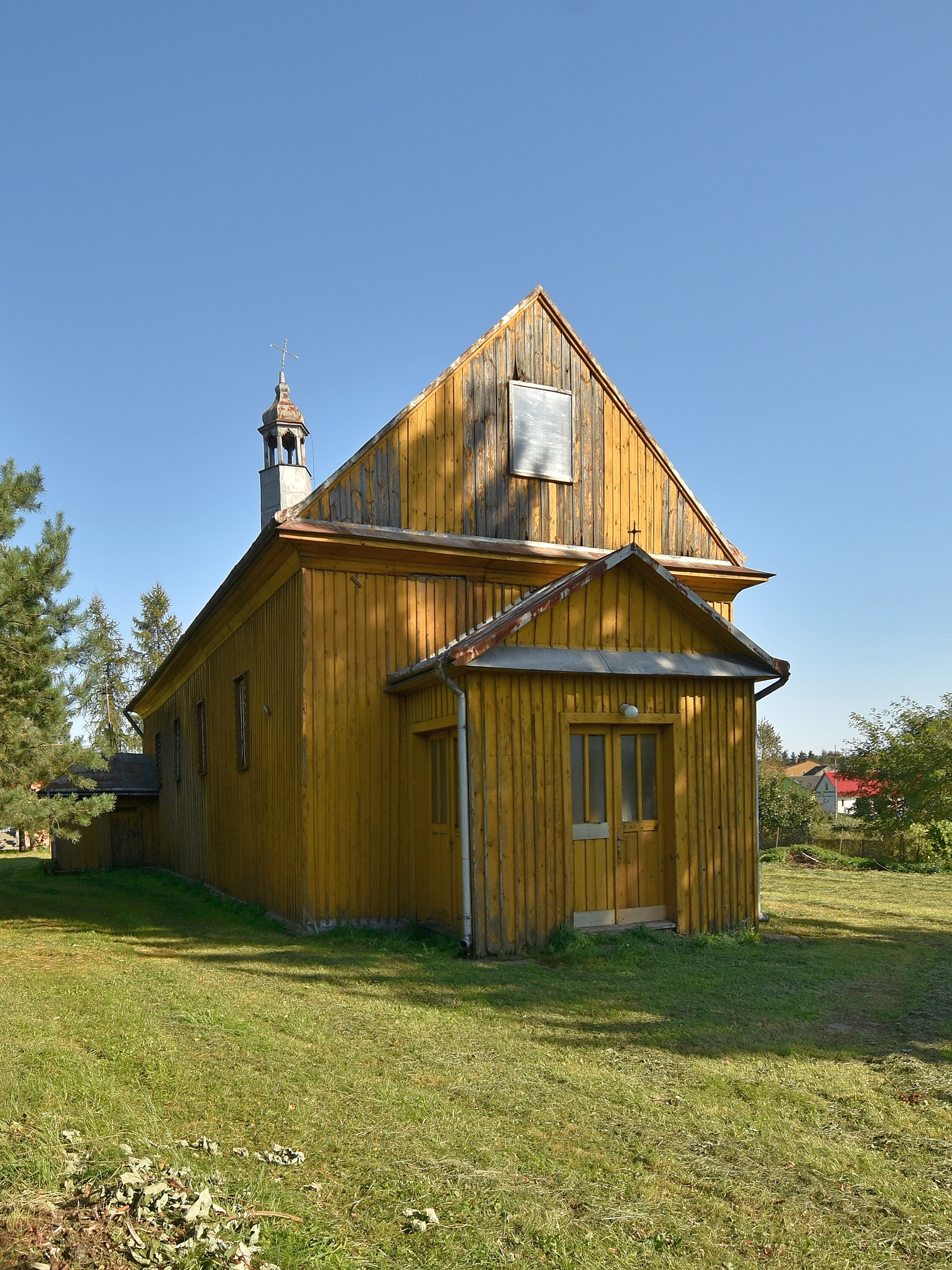
Elewacja frontowa